# ليمور صوفي بتسيليوي
ليمور صوفي بتسيليوي (الاسم العلمي:Avahi betsileo) (بالإنجليزية: Betsileo woolly lemur)‏ هو نوع من الحيوانات يتبع جنس الليمور الصوفي من الفصيلة الإندرية.